# 升田世喜男
升田 世喜男（ますた せきお、1957年6月5日 - ）は、日本の政治家。立憲民主党所属の衆議院議員（2期）。
青森県議会議員（2期）、小泊村議会議員（3期）を務めた。兄は大手レコード会社ビーインググループの代表取締役社長の升田敏則。

## 経歴
1957年6月5日、青森県小泊村（現：中泊町）生まれ。青森県立木造高等学校卒業後、拓殖大学に入学のち中退。
1987年4月26日、小泊村議会議員選挙に初当選。以後3期務める。
1999年、青森県議会議員選挙に初当選。2003年、同会農林水産常任委員長に就任。
2005年の第44回衆議院議員総選挙に青森1区より無所属で出馬するも落選。
2009年の第45回衆議院議員総選挙に青森1区より無所属で出馬するも落選。
2010年の第22回参議院議員通常選挙に青森県選挙区よりたちあがれ日本公認で出馬するも落選。
2012年の第46回衆議院議員総選挙に青森1区より日本維新の会公認で出馬するも落選。
2014年の第47回衆議院議員総選挙に青森1区より維新の党公認で出馬。小選挙区で落選するものの比例東北ブロックにて初当選した。2016年3月27日、民進党に合流。
2017年の第48回衆議院議員総選挙では希望の党公認で出馬するも、4万票差で惨敗、比例復活もできず議席を失った。選挙後、民進党青森県連代表の田名部定男は、「突き放すつもりはないが、党が違うので距離感は難しい。復党はないと思う」と述べた。
2018年5月の国民民主党結成には参加せず無所属になり、また同年9月には同党から参院選出馬を打診されるも固辞していたことが明らかとなった。
2020年8月19日、旧立憲民主党青森1区支部長に就任。同年9月29日、旧立憲民主党と旧国民民主党の合流新党である「立憲民主党」は常任理事会を開き、升田を次期衆院選青森1区公認候補に内定した。
2021年の第49回衆議院議員総選挙では、小選挙区で落選し、比例東北ブロックにおいても惜敗率が5番目であったため、次点で落選。
2024年の第50回衆議院議員総選挙では、小選挙区で落選したが比例東北ブロックにおいて比例復活当選。

## 政策
- 憲法9条の改正に反対。
- 集団的自衛権の行使容認に反対。
- アベノミクスを評価しない。
- 軽減税率の導入に賛成。
- 村山談話は見直すべきでないが、河野談話は見直すべき。
- ヘイトスピーチの法規制に賛成[14]。
- 選択的夫婦別姓制度導入について、「どちらかと言えば賛成」としている。

## 不祥事
2014年衆議院議員選挙の際、電話による選挙運動の報酬に現金を渡したとして、升田の選挙運動員2人が2015年2月19日、公職選挙法違反（買収）罪で起訴された。2015年5月29日、青森地方裁判所は運動員両名に対して懲役1年8月・執行猶予5年および懲役8月・執行猶予5年の有罪判決を言い渡した。仙台高等検察庁はこの判決を受け、升田本人に対する連座制適用による当選無効を求める行政訴訟を検討したが、「『組織的選挙運動管理者』に該当するとは直ちに認められないとの結論に至った」として起訴を断念した。

## 選挙
| 当落 | 選挙                     | 執行日         | 年齢 | 選挙区         | 政党           | 得票数    | 得票率 | 定数 | 得票順位 /候補者数 | 政党内比例順位 /政党当選者数 |
| ---- | ------------------------ | -------------- | ---- | -------------- | -------------- | --------- | ------ | ---- | ------------------ | ---------------------------- |
| 当   | 1987年小泊村議会議員選挙 | 1987年4月26日  | 29   | ――             | 無所属         | 358票     | ーー   | 16   | 1/18               | /                            |
| 当   | 1991年小泊村議会議員選挙 | 1991年4月21日  | 33   | ――             | 無所属         | 421票     | ーー   | 16   | 1/17               | /                            |
| 当   | 1995年小泊村議会議員選挙 | 1995年4月23日  | 37   | ――             | 無所属         | 430票     | ーー   | 14   | 1/15               | /                            |
| 当   | 1999年青森県議会議員選挙 | 1999年4月11日  | 41   | 北津軽郡選挙区 | 無所属         | 1万3139票 | 32.77% | 3    | 1/4                | /                            |
| 当   | 2003年青森県議会議員選挙 | 2003年4月13日  | 45   | 北津軽郡選挙区 | 自由民主党     | 1万2963票 | 39.67% | 3    | 1/3                | /                            |
| 落   | 第44回衆議院議員総選挙   | 2005年09月11日 | 48   | 青森県第1区    | 無所属         | 2万6380票 | 11.33% | 1    | 3/6                | /                            |
| 落   | 第45回衆議院議員総選挙   | 2009年08月30日 | 52   | 青森県第1区    | 無所属         | 3万5283票 | 30.25% | 1    | 3/6                | /                            |
| 落   | 第22回参議院議員通常選挙 | 2010年07月11日 | 53   | 青森県選挙区   | たちあがれ日本 | 4万9102票 | 7.99%  | 1    | 3/5                | /                            |
| 落   | 第46回衆議院議員総選挙   | 2012年12月16日 | 55   | 青森県第1区    | 日本維新の会   | 4万7400票 | 26.19% | 1    | 2/5                | /                            |
| 比当 | 第47回衆議院議員総選挙   | 2014年12月14日 | 57   | 青森県第1区    | 維新の党       | 6万2254票 | 42.47% | 1    | 2/3                | 1/2                          |
| 落   | 第48回衆議院議員総選挙   | 2017年10月22日 | 60   | 青森県第1区    | 希望の党       | 6万4173票 | 34.16% | 1    | 1/3                | 9/3                          |
| 落   | 第49回衆議院議員総選挙   | 2021年10月31日 | 64   | 青森県第1区    | 立憲民主党     | 6万4870票 | 37.35% | 1    | 2/3                | 5/4                          |
| 比当 | 第50回衆議院議員総選挙   | 2024年10月27日 | 67   | 青森県第1区    | 立憲民主党     | 7万1211票 | 42.98% | 1    | 1/3                | 3/4                          |